# Edwin L. Hollywood
Pour les articles homonymes, voir Hollywood (homonymie).
Edwin L. Hollywood (né le 9 octobre 1892 à New York et mort le 15 mai 1958 à Glendale, en Californie) est un acteur et réalisateur américain, actif pendant la période du muet.

## Filmographie partielle
- 1917 : Polly of the Circus (en)
- 1917 : One Hour
- 1918 : The Challenge Accepted
- 1920 : The Birth of a Soul
- 1920 : The Flaming Clue
- 1920 : The Sea Rider
- 1920 : The Gauntlet
- 1922 : French Heels (en)
- 1922 : No Trespassing
- 1923 : Christopher Columbus
- 1923 : Jamestown
- 1923 : Vincennes
- 1924 : The Pilgrims